# Eurodryas koreana
Eurodryas koreana är en fjärilsart som beskrevs av Collier 1933. Eurodryas koreana ingår i släktet Eurodryas och familjen praktfjärilar. Inga underarter finns listade i Catalogue of Life.